# Cyrtandra schumanniana
Cyrtandra schumanniana är en tvåhjärtbladig växtart som beskrevs av Rudolf Schlechter. Cyrtandra schumanniana ingår i släktet Cyrtandra och familjen Gesneriaceae. Inga underarter finns listade i Catalogue of Life.